# De Sleutel (roman)
De Sleutel (Kagi) is een roman in dagboekvorm, van de Japanse auteur Junichiro Tanizaki. Het boek kwam uit in 1956. Het verhaal werd in Nederlandse vertaling uitgegeven bij uitgeverij Meulenhoff.

## Het verhaal
De roman gaat over een periode in het leven van een echtpaar, woonachtig in Kioto. Het echtpaar, de man (een professor aan de universiteit, 55) en diens vrouw Ikuko (huisvrouw, 44) besluiten begin januari, ergens halverwege de jaren vijftig, over hun seksualiteit te schrijven in een dagboek. De echtgenoot hield al langer een dagboek bij, maar gaat zich nu exclusief richten op zijn seksuele leven, zijn gedachten, gevoelens en frustraties. Frustraties, want zijn stamina is flink verminderd. Ook is hij niet gelukkig met zijn seksuele leven met zijn vrouw, die traditioneel is opgevoed en die hij in feite preuts vindt. In de ruim twintig jaar van zijn huwelijk heeft hij haar nog nooit naakt gezien, hij heeft seks met haar als het helemaal donker is, liefdeshandelingen die hij normaal vindt, vindt zij walgelijk. Ze is preuts, maar kan van seks echter geen genoeg krijgen. Ikuko begint haar dagboek, omdat zij met niemand over haar seksualiteit kan praten. Zij houdt van haar man (zo hoort dat immers, volgens haar opvoeding), maar heeft ook een afkeer van hem, zijn gezicht (als zijn bril af is), zijn huid. 
De man bergt zijn dagboek op in een lade, maar laat af en toe de sleutel van die lade zomaar op de grond slingeren: eigenlijk wil hij dat zijn vrouw het dagboek leest. Ikuko wil hetzelfde: dat haar man haar dagboek leest. Maar er is een stilzwijgende afspraak, dat men doet alsof men geen weet heeft van elkaars geheimen. Beiden gaan er echter van uit, dat de ander zijn nieuwsgierigheid niet kan bedwingen. Het feit dat men ervan uitgaat dat de ander het dagboek leest, geeft de man en Ikuko de mogelijkheid te liegen en zo de ander te manipuleren. 
Hun seksuele leven krijgt een nieuwe impuls, dankzij de beoogde huwelijkskandidaat voor hun dochter Toshiko: Kimura, eveneens werkzaam in het onderwijs. De echtgenoot heeft waarschijnlijk door, dat zijn vrouw op hem verliefd is en probeert ze dichter bij elkaar te brengen. Dit wekt woede, maar vooral afgunst bij hem op. En afgunst geeft hem een kick en de stimulans om te proberen zijn vrouw te bevredigen. Kimura wordt in de relatie zover betrokken, dat hij een Polaroid-camera levert, waarmee de professor zijn vrouw naakt kan fotograferen, als ze dronken en uitgeteld is, of lijkt te zijn. Terwijl hij haar in die toestand fotografeert en seks met haar heeft, heeft zij fantasieën over seks met Kimura-san: ze is verliefd op hem. Later gaat Ikuko af en toe naar Osaka om Kimura in een hotel te ontmoeten, in Westerse kleding. Ze schrijft in haar dagboek dat ze één grens nooit zal overschrijden: het met hem doen. Op het laatst overschrijdt ze echter ook die grens. 
In die periode begint de professor lichamelijk klachten te krijgen, mogelijk mede als gevolg van zijn opgekrikte seksleven: hij gaat dingen dubbel zien, heeft last van duizeligheid en een zeer hoge bloeddruk. Adviezen van dokters het rustiger aan te doen, slaat hij in de wind. Ook zijn vrouw schrijft over enkele lichamelijke klachten, zoals pijn aan de borst. De professor krijgt tijdens een vrijpartij met zijn vrouw een beroerte en overlijdt enige tijd daarna. De weduwe evalueert de geschiedenis aan de hand van beide dagboeken en onthult, dat Kimura op haar verliefd was en dat zij in haar dagboek heeft gelogen over haar gezondheid: ze wilde haar man laten zien dat ze bereid was om haar leven op het spel te zetten en dat hij dat ook moest doen: door zich helemaal aan haar te geven. Ze deed van alles om ervoor te zorgen dat hij opgewonden werd - en dat zijn bloeddruk flink steeg.

## Verfilmingen
- De film Kagi van Kon Ichikawa (1959) is op 'De Sleutel' gebaseerd. Op het filmfestival van Cannes won het in 1960 de juryprijs.
- Het boek lag ook aan de basis van de film "La chiave" van Tinto Brass uit 1983. Het verhaal speelt hier in Italië tijdens het fascisme.